# Herb Chorwacji

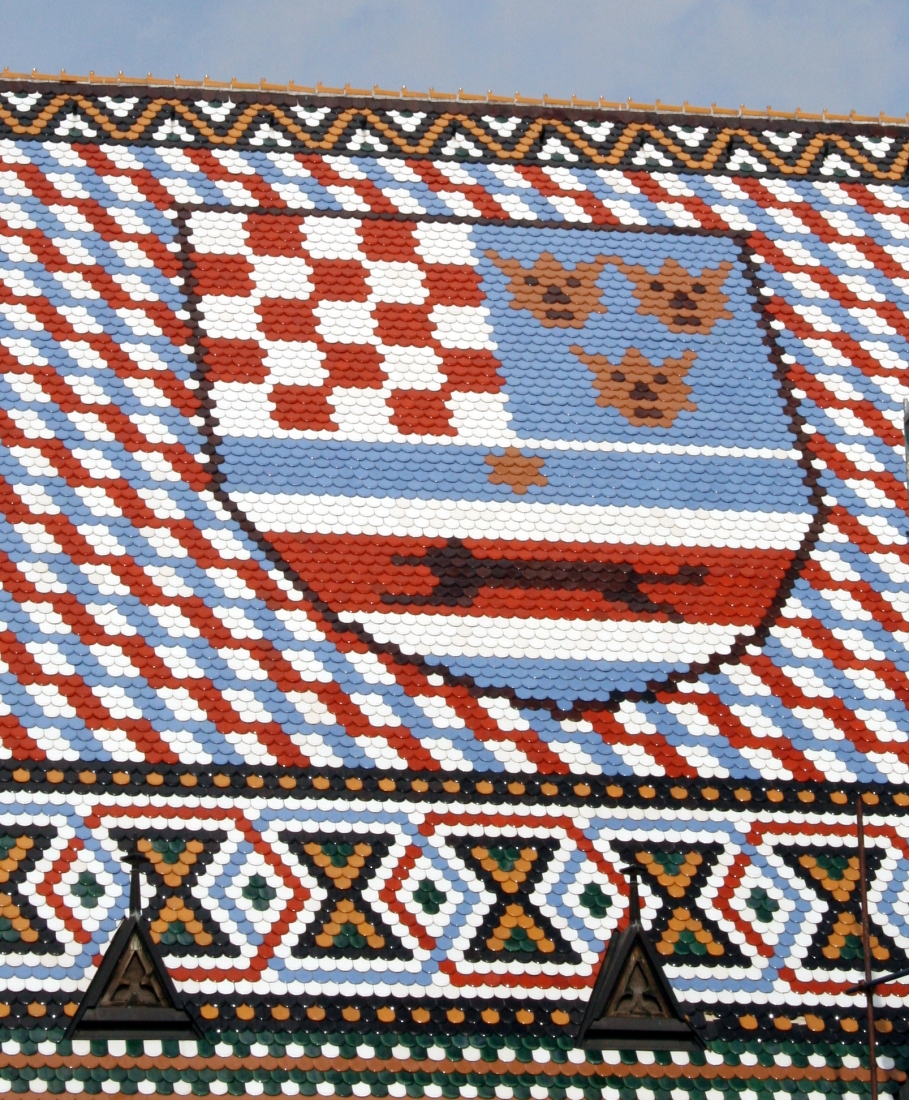
Herb Królestwa Chorwacji i Slawonii ułożony z dachówek na kościele św. Marka w Zagrzebiu

Herb Chorwacji – jeden z symboli państwowych Republiki Chorwacji.

## Historia i symbolika
Herb w kształcie tarczy z szachownicą, zawiera 13 czerwonych i 12 białych pól, z których pierwsze pole jest koloru czerwonego. Nad tarczą z szachownicą znajduje się pięć mniejszych tarcz przedstawiających historyczne herby chorwackie – od prawej (heraldycznie):
| l.p. | Herb | Opis |
| ---- | ---- | --- |
| 1.   |      | Najstarszy znany historyczny herb Chorwacji – znana również w innych krajach Leliwa – żółta (złota) gwiazda z białym (srebrnym) półksiężycem w jasnoniebieskim polu. |
| 2.   |      | Herb Republiki Raguzy – dwa czerwone pasy w ciemnoniebieskim polu. |
| 3.   |      | Herb Dalmacji – trzy żółte (złote) głowy lampartów (czasem uważanych za lwy lub rysie) w jasnoniebieskim polu |
| 4.   |      | Herb Istrii – żółta (złota) koza z czerwonymi rogami i kopytami, w polu ciemnoniebieskim. |
| 5.   |      | Herb Slawonii – złożony z dwóch części – w jasnoniebieskim polu, w górnej części herbu - żółta sześcioramienna gwiazda (jak w najstarszym herbie Chorwacji), w dolnej części – biało-czerwono-białe pasy, pas czerwony jest najszerszy, a na nim widnieje wizerunek kuny (czarna z białym podbrzuszem). |

### Pochodzenie herbu i związane z nim legendy
Po raz pierwszy zestaw białych i czerwonych kwadratów (4×4) pojawia się w 1508 r. na portrecie Fryderyka III Habsburga, namalowanym przez Hansa Burgkmaira. W wydanym 1 stycznia 1527 r. przez Sabor dokumencie potwierdzającym wybór Ferdynanda Habsburga na króla Chorwacji znajduje się szachownica o polach 8×8.
Później pojawiła się legenda, która objaśnia powstanie herbu w sposób następujący: król chorwacki Držislav (w innej wersji jest to król Suronj) został wzięty do niewoli przez Wenecjan. Rozegrał on mecz szachowy z samym dożą weneckim – Pietro II Orseolo. Stawką meczu była wolność króla. Wygrał wszystkie trzy partie i w ten sposób odzyskał wolność (wg innych wersji również władzę nad miastami dalmatyńskimi). W tej sytuacji zrozumiałe było, że za swój herb uznał szachownicę.

## Historyczne herby Chorwacji

Herb Królestwa Chorwacji (1527)
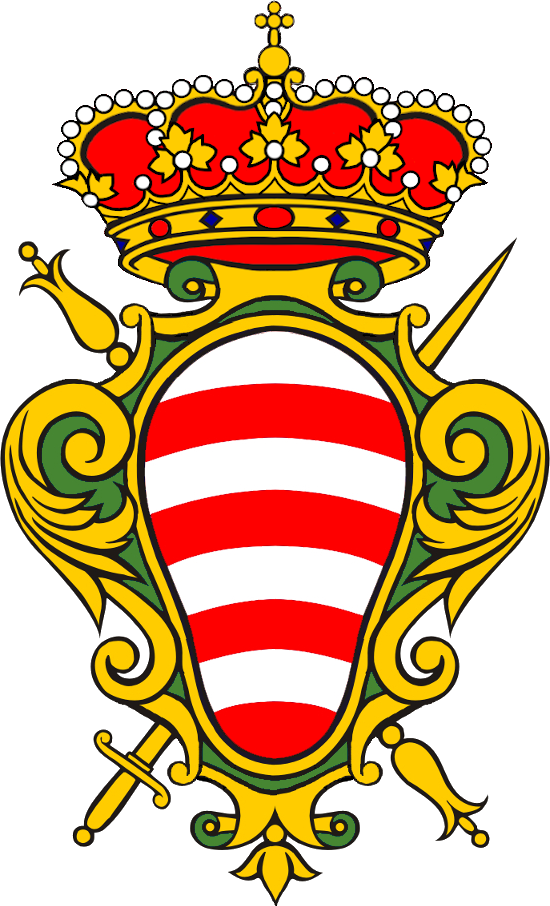
Republika Raguzy 1358–1809
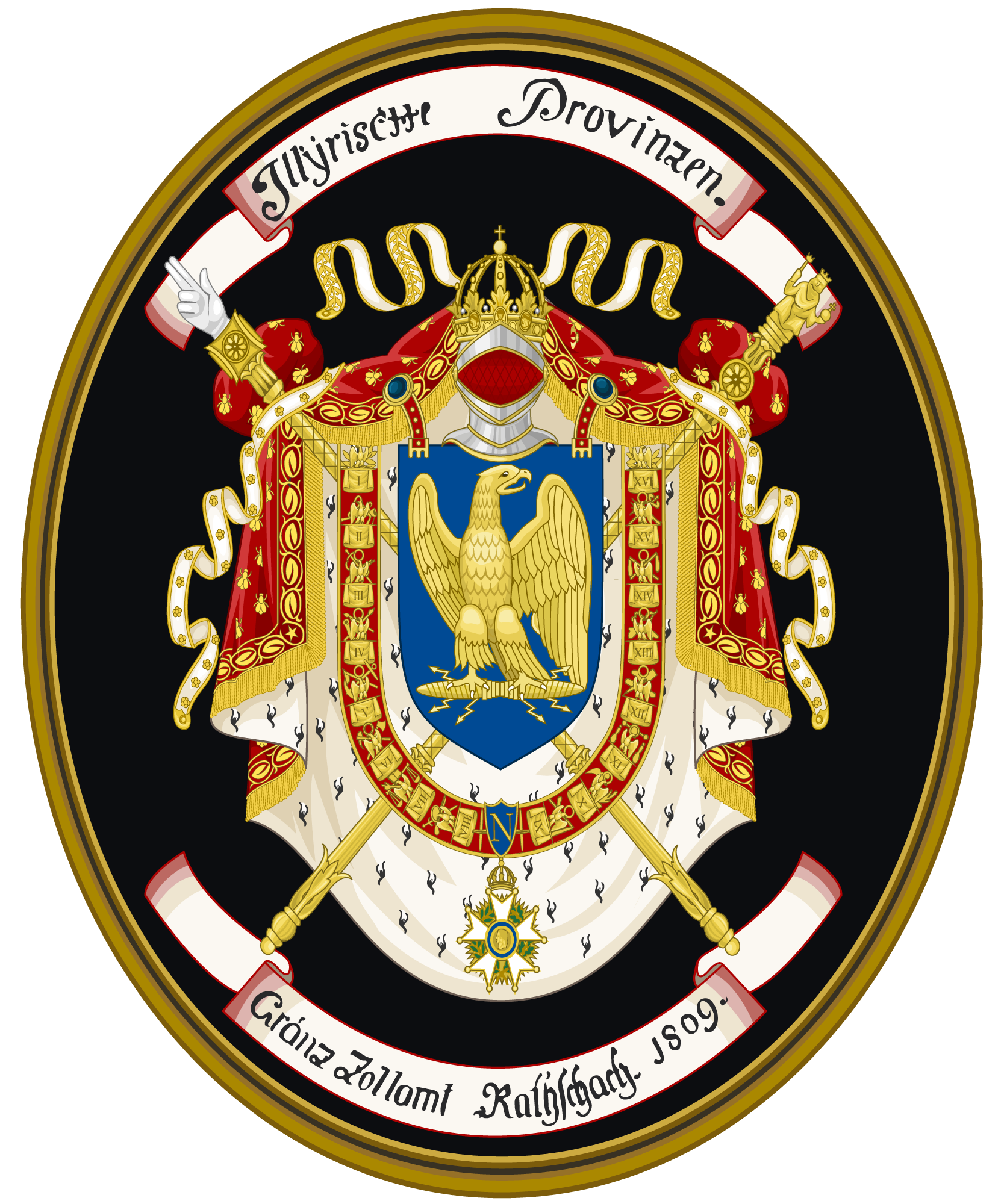
Napoleońskie Prowincje Iliryjskie 1809–1815
Herb Trójjedynego Królestwa Chorwacji, Slawonii i Dalmacji (1868–1918)
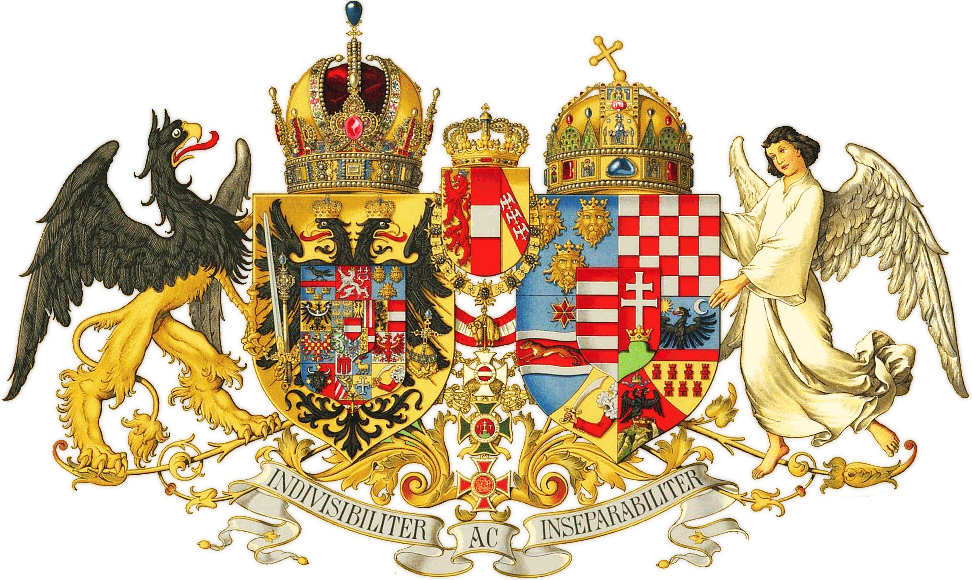
Godło Chorwacji we wspólnym herbie Austro-Węgier (1915–1918)
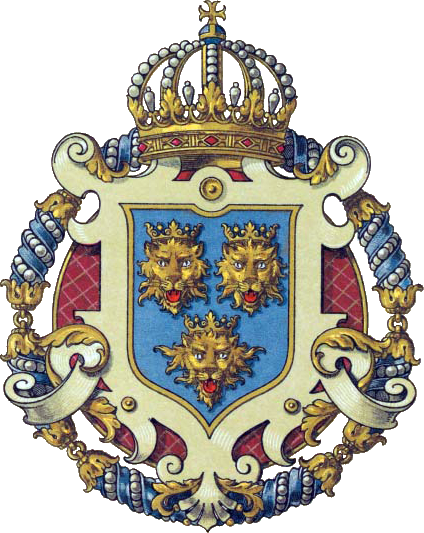
Królestwo Dalmacji 1815–1918
Godło Chorwacji w Państwo Słoweńców, Chorwatów i Serbów (1918)
Godło Chorwacji w herbie Królestwa Jugosławii (1918–1941)
Regencja Carnaro 1919–1920
Wolne Miasto Fiume 1920–1924
Herb mały Banatu Chorwacji (1939–1943)
Herb wielki Banatu Chorwacji (1939–1943)
Herb Niepodległego Państwa Chorwackiego (1941–1945)
Herb Socjalistycznej Republiki Chorwacji 1943–1991
Republika Serbskiej Krajiny 1991–1995